# انسان خردمند ایدالتو
انسان خردمند ایدالتو یک زیرگونه منقرض شده از انسان خردمند است که در حدود ۱۶۰٫۰۰۰ سال پیش در دورهٔ پلیستوسن در آفریقا می‌زیسته‌است. لغت ایدالتو از زبان عفاری می‌آید و به معنای «قدیم تر یا اول زاده شده» است.